# ASL-Literatur
Literatur in American Sign Language (ASL-Literatur) ist eine der wichtigsten gemeinsamen kulturellen Erfahrungen der amerikanischen Gehörlosencommunity. Literarische Genres entwickelten sich ursprünglich in Wohnheimen für Gehörlose, wie der American School for the Deaf (ASD) in Hartford, wo sich die American Sign Language (ASL, Amerikanische Gebärdensprache) im frühen 19. Jahrhundert als Sprache entwickelte. Es gibt viele Genres der ASL-Literatur, wie Erzählungen persönlicher Erlebnisse, Gedichte, Kinogeschichten, Volksmärchen, Übersetzungen, Originalromane und Geschichten mit eingeschränkten Handformen. Autoren von ASL-Literatur verwenden ihren Körper als Text ihrer Werke, die von ihrem Publikum, den Zuschauern, visuell gelesen und verstanden werden. In der Frühphase der Entwicklung von ASL-Literaturgenres wurden die Werke im Allgemeinen nicht wie geschriebene Texte analysiert, aber die zunehmende Verbreitung von ASL-Literatur auf Video hat zu einer gründlicheren Analyse dieser Genres geführt.
Viele kulturelle Gemeinschaften entwickeln ihre eigenen Volkstraditionen, und die Gehörlosengemeinschaft bildet hier keine Ausnahme. Solche Traditionen tragen dazu bei, die kulturelle Identität der Gruppe zu festigen, und helfen, jeder nachfolgenden Generation die gemeinsamen kulturellen Werte der Gemeinschaft zu vermitteln.:88 Susan Rutherford weist darauf hin, dass diese Art gemeinsamer Geschichten besonders wichtig für Minderheitengemeinschaften sind, die wie die Gehörlosengemeinschaft Unterdrückung durch die Mehrheitskultur erfahren haben. Durch Folklore und andere Formen des Geschichtenerzählens kann die Gehörlosengemeinschaft ihre kulturelle Identität sowohl etablieren als auch bekräftigen, sodass ihre Mitglieder ihr Selbstbewusstsein entwickeln können.:114 In der ASL-Literatur werden häufig Erfahrungen betont, die in der Gehörlosengemeinschaft üblich sind, sowohl in Bezug auf ihre Gehörlosenidentität als auch auf ihren Status als Minderheitengruppe.

## Ursprünge und Geschichte

### Einfluss von Gehörloseninstituten auf die ASL-Literatur
Die ASL ist die gemeinsame Sprache der Gehörlosen- und Schwerhörigengemeinschaft in Nordamerika. Die Mitgliedschaft in dieser Gemeinschaft basiert in erster Linie auf gemeinsamen kulturellen Werten, einschließlich einer gemeinsamen Gebärdensprache. Personen, die körperlich taub oder schwerhörig sind, aber nicht dieselbe Sprache und dieselben kulturellen Werte teilen, gelten nicht als Mitglieder der Gehörlosengemeinschaft.:1–2 Etwa 95 % der gehörlosen Kinder werden von hörenden Eltern geboren, die mit der Gehörlosengemeinschaft nicht vertraut sind. Deshalb kommen gehörlose Kinder in ihrem häuslichen Umfeld oft nicht mit der Kultur und den Traditionen der Gehörlosengemeinschaft in Berührung.:443 Schulen für gehörlose Kinder, sogenannte Gehörloseninstitute, sind typischerweise das Umfeld, in dem gehörlose Kinder in die Kultur ihrer Gemeinschaft eingeführt werden, einschließlich der ASL-Literatur.:3
Das erste Institut dieser Art, die American School for the Deaf (ASD) in Hartford, wurde 1817 von Thomas Gallaudet und Laurent Clerc gegründet (damals hieß sie American Asylum for the Education of the Deaf and Dumb).:20 Da die ASD als Internat gegründet wurde, gründeten die dort lebenden gehörlosen Schüler eine neue sprachliche Gemeinschaft, da sich lokale, regionale Gebärdensprachen aus dem ganzen Land mit der von Clerc unterrichteten Langue des signes française vermischten und zur Entwicklung von ASL als eigenständige Sprache führten.:4–5 Die Gemeinschaft, die sich an der ASD bildete, war eine so erfolgreiche intellektuelle Gemeinschaft, dass im ganzen Land weitere Institute für Gehörlose eröffnet wurden, wo es eine ausreichend große gehörlose Bevölkerung gab.:20 Dadurch konnte die Gehörlosengemeinschaft ihre eigene Subkultur aufbauen, die sich von der Mainstream-Hörkultur absetzte, und sich als sprachliche Minderheit entwickeln.:5
Der Anstieg der Zahl der Gehörloseninstitute im ganzen Land führte zu einer größeren Zahl gebildeter und alphabetisierter Gehörloser.:21 Dies führte zur Entwicklung von ASL-Erzähltraditionen in Gehörloseninstituten.:24 In den Anfängen der Gehörlosenausbildung war ASL noch nicht als voll entwickelte Sprache anerkannt und wurde daher nicht als geeignete Sprache für literarische Kompositionen betrachtet. Dies führte dazu, dass viele Gehörlose ihre Werke in geschriebenem Englisch verfassten, was zu dieser Zeit die Hauptunterrichtssprache war. Gleichzeitig begannen sich ASL-Literaturformen zu entwickeln, als die Gehörlosengemeinschaft begann, sich gegenseitig Geschichten in ihrer eigenen Umgangssprache zu erzählen. Dazu gehören Werke, die aus dem Englischen in ASL übersetzt wurden, sowie Originalerzählungen.:4–5 ASL-Geschichten verbreiteten sich in verschiedenen Regionen Amerikas, wenn sich verschiedene Gehörloseninstitute zu Veranstaltungen wie Sportveranstaltungen trafen. Dieser Prozess ermöglicht angehenden Geschichtenerzählern, ihr Handwerk vor neuem Publikum auszuprobieren. Nach ihrer Schulzeit können sich Gehörlosengemeinschaftsmitglieder aus verschiedenen Schulen bei Versammlungen der Gehörlosengemeinschaft wiedersehen, bei denen Geschichtenerzähler ihre Geschichten vortragen können.:24

### Früheste Filmaufnahmen der ASL-Literatur
Trotz des Erfolgs der Gehörlosenausbildung in der ersten Hälfte des 19. Jahrhunderts kam es in den 1860er Jahren zu einem Wandel im Bildungssystem, als die hörende Gemeinschaft begann, die oralen/mündlichen Unterrichtsmethode für gehörlose Schüler einzuführen, die auf einem ausschließlich auf Sprache basierenden Bildungsansatz basierte und ASL im Klassenzimmer nicht zuließ. Man glaubte damals vor allem, dass Gehörlose sich so leichter in die Gesellschaft integrieren könnten.:6  1880 fand in Mailand eine Konferenz statt, bei der Pädagogen die endgültige Entscheidung trafen, dass (Laut-)Sprache die primäre Unterrichtsmethode im Klassenzimmer sein sollte. Von da an bis Mitte des 20. Jahrhunderts wurden gehörlose Schüler bestraft, um die Kommunikation durch Gebärden zu verhindern.:7–8 Obwohl ASL in der Gehörlosenbildung verboten wurde, war es in Schlafsälen, auf Spielplätzen und in gehörlosen Familien weiterhin ein übliches Kommunikationsmittel.:8–9 Nach Einführung der oralen Methode drehte die National Association of the Deaf (NAD) von 1913 bis 1920 ein Filmprojekt, aus Angst, dass ASL nicht überleben würde. George Veditz beaufsichtigte das Projekt:51 und drehte den ersten Film, The Preservation of the Sign Language. Ziel des Projekts war, die Worte gehörloser Personen mit einem starken Gefühl einer eigenen kulturellen Gehörlosenidentität aufzuzeichnen und zu bewahren.:8 Die Filmaufnahmen beinhalteten Vorträge, Gedichte, Geschichten und Lieder, die alle zu den literarischen Genres der ASL gehören. Einer der dokumentierten Geschichtenerzähler, John B. Hotchkiss, filmte eine Reihe von Geschichten mit dem Titel Memories of Old Hartford über seine Zeit als Student an der ASD in den 1860er Jahren. Aus seinen aufgezeichneten Erinnerungen wissen wir, dass ASL-Geschichtenerzähler und damit zumindest einige moderne ASL-Literaturgenres mindestens bis in die 1860er Jahre zurückreichen.:23

### Einfluss der Gehörlosengemeinschaft auf die ASL-Literatur
Während sich die Gehörlosengemeinschaft in Gehörloseninstituten, -familien und -clubs entwickelte, wurden die kulturellen Traditionen und Geschichten der Gemeinschaft von einer Generation an die nächste weitergegeben, und zwar in einer Art „mündlicher“ Überlieferung gesprochener Sprachen. In diesem Kontext bezieht sich „mündlich“ auf die Weitergabe von Kultur durch Interaktion mit anderen Mitgliedern einer kulturellen Gemeinschaft.:21 Folklore und Erzähltraditionen sind Teil der kulturellen Interaktion, die in der Gehörlosengemeinschaft von Person zu Person weitergegeben wird.:21 Auch ein offener Informationsaustausch wird sehr geschätzt, da Gehörlose Informationen nicht so zufällig mithören können wie Hörende. Geschichtenerzähler werden daher neben ihrer Fähigkeit zum Geschichtenerzählen auch aufgrund ihrer Fähigkeit zur Wissensvermittlung ausgewählt.:104 Personen, die von der Gemeinschaft als Darsteller anerkannt wurden, sind die, die Ben Bahan als „Smooth Signers“ bezeichnet. Er definiert sie als „jemand, der als Sprachkünstler eine Geschichte so flüssig weben kann, dass selbst komplexe Äußerungen einfach und doch schön erscheinen“.:24 Diese Geschichtenerzähler vermitteln ihren gehörlosen Mitmenschen ein Gemeinschaftsgefühl und tragen zur Aufrechterhaltung gemeinsamer kultureller Werte bei.:26
Große Zusammenkünfte der Gehörlosengemeinschaft sind in der modernen Gehörlosenkultur üblich, wie etwa Kongresse oder Festivals, und sie sind Voraussetzung für die Entstehung von ASL-Literatur. Wenn sich die Gehörlosengemeinschaft in kleinen Gruppen trifft, ist dies nur sehr selten ein produktives Mittel zur Schaffung und Bewahrung von ASL-Literatur.:32 Ein Beispiel für eine erfolgreiche Zusammenkunft der Gehörlosengemeinschaft war „Deaf Way: Ein internationales Festival und eine Konferenz zur Sprache, Kultur und Geschichte der Gehörlosen“. Sie wurde vom 9. bis 14. Juli 1989 von der Gallaudet University ausgerichtet, umfasste mehr als 500 Präsentationen, Workshops, künstlerische Veranstaltungen und Darbietungen und hatte über 5.000 Teilnehmer aus insgesamt 76 Ländern, darunter auch den Vereinigten Staaten.:33 Zusammenkünfte wie diese ermöglichen die Verbreitung von ASL-Literatur und die „mündliche“ Verbreitung neuer Werke. Mitglieder der Gehörlosengemeinschaft verlassen das Festival häufig und teilen die neuen Werke mit ihren eigenen Freunden und ihrer Familie. Jede geteilte Version eines Werks kann sich leicht vom Original unterscheiden, was dazu führt, dass mehrere Versionen der Geschichten in der Gemeinschaft weitergegeben werden.:41–42 Es ist üblich, dass Mitglieder der Gehörlosengemeinschaft sich in ihrem Alltag außerhalb großer Festivalversammlungen treffen und ihre eigenen persönlichen Erzählungen und traditionellen oder populären ASL-Geschichten teilen und verbreiten.:35–36

### Einfluss der Technologie auf die ASL-Literatur
Seit den ersten Aufnahmen von ASL-Literatur durch NAD im frühen 20. Jahrhundert haben Filmaufnahmen von ASL-Literatur die Erzähltradition beeinflusst.:51 Eine der bemerkenswertesten Veränderungen durch den Film besteht darin, dass er sie statisch gemacht hat. Werden literarische Werke mündlich von Person zu Person weitergegeben, verändern sie sich vielleicht bei jeder Aufführung leicht, aber wenn sie auf Film aufgenommen werden, bleiben sie in ihrer ursprünglichen Form eingefroren.:53 Dies hat zur Folge, dass sich die Darsteller vom Publikum distanzieren und die dynamische Interaktion zwischen beiden verloren geht.:56–7 Andererseits ermöglicht diese Entwicklung dem Publikum, ein Werk der ASL-Literatur noch lange nach seiner Aufführung anzusehen, sodass es weniger wahrscheinlich ist, dass es in der Geschichte verloren geht.:53–4 Veditz, der das NAD-Filmprojekt von 1913 bis 1920 leitete, war teilweise motiviert durch seinen Wunsch, die Gebärden verstorbener Mitglieder der Gehörlosengemeinschaft sehen zu können und ASL in seiner Form des frühen 20. Jahrhunderts zu bewahren.:55 Die Filmtechnologie hat die Reichweite der ASL-Literatur zu einem viel größeren Publikum erhöht. Jeder kann sich Werke in ASL ansehen, wann es ihm passt, unabhängig vom geografischen Standort.:59 Filme haben die ASL-Literatur auch auf andere Weise beeinflusst. Sie haben es Autoren beispielsweise ermöglicht, experimenteller zu sein,:61 die Art und Weise beeinflusst, wie literarische Genres präsentiert werden,:62–3 dem Publikum ermöglicht, ASL-Texte auf neue Weise zu analysieren,:63–5 die ASL-Sprache in allen geografischen Regionen standardisiert,:66 die ASL-Alphabetisierung gefördert:66–7 und eine gemeinsame kulturelle Identität der Gehörlosen gefestigt.:67

## Alphabetisierung
Historisch wurde unter Alphabetisierung die Fähigkeit zum Lesen oder Schreiben verstanden.:146 Die Verbreitung von ASL-Literatur hat die Vorstellung in Frage gestellt, dass Sprachbenutzer nur in Sprachen lesen und schreiben können, die eine geschriebene Form haben.:1–2 Dieses Konzept ist mit der Idee der Multiliteralität verwandt, einem Begriff, der 1996 von der New London Group geprägt wurde und auf der Überzeugung basiert, dass Alphabetisierung eher durch soziale Konstrukte als durch schriftliche Darstellungen von Sprache entsteht.:xxi Sie waren der Ansicht, dass die traditionelle Definition von Alphabetisierung nicht länger angemessen war, um die Arten von Alphabetisierung zu beschreiben, die in einer zunehmend globalisierten und technologisch fortgeschrittenen Gesellschaft immer mehr an Bedeutung gewannen. Die Art und Weise, wie Menschen Bedeutung schufen, basierte auf ihrer kulturellen Erziehung und war ganz anders als die der Menschen, mit denen sie interagierten.:1–2 Für manche Gemeinschaften stellt eine visuelle Kommunikationsform Sprache dar und nicht die alphabetischen Darstellungen von Sprachen, die Alphabetisierung traditionell definiert haben.:xxi Für die amerikanische Gehörlosengemeinschaft bietet ASL eine Form der Alphabetisierung für diejenigen, die keinen Zugang zu einer gesprochenen Sprache als ihrer Muttersprache haben. Wenn die Definition von Alphabetisierung darin besteht, gesprochene/geschriebene Sprachen zu begrenzen, dann würden viele Gehörlose als Analphabeten gelten.:36 Der Zugang zu Gebärdensprachen ermöglicht es Gehörlosen, in alphabetisierte Gemeinschaften aufgenommen zu werden. Er ermöglicht die Übersetzung geschriebener Literatur in eine Sprache, die der Gehörlosengemeinschaft zugänglich ist, unterstützt die Ausbildung gehörloser Schüler, indem er ihnen hilft, gedruckte Texte zu lesen, und ermöglicht es Gehörlosen, ihre Kultur an die nächste Generation weiterzugeben.:38–9
Wenn die Definition von Lese- und Schreibfähigkeit auf alle gebildeten Personen zutrifft, die über Kenntnisse der sie umgebenden Welt verfügen, dann ist es möglich, jede Sprache lesen und schreiben zu können, unabhängig davon, ob sie gesprochen oder in Gebärdensprache gesprochen wird. Lese- und Schreibfähigkeit ermöglicht es einem Menschen, Bedeutung aus Sprache abzuleiten und Rückschlüsse auf die ihn umgebende Welt zu ziehen.:146–7 Mit der Entwicklung der Lese- und Schreibkompetenz entwickeln sich auch die kognitiven Fähigkeiten, sodass gebildete Personen beginnen können, aus der Sprache Rückschlüsse zu ziehen, indem sie ihr Wissen über die Welt auf das Gesagte anwenden.:149 ASL hat im Gegensatz zu gesprochenen Sprachen keine schriftliche Form, deshalb ist ein versierter Gebärdensprachler erforderlich, um ein Werk der ASL-Literatur zu betrachten und über die wörtliche Bedeutung des Werks hinauszugehen und eine tiefere Bedeutung zu vermitteln.:148–50 Die Fähigkeit des Erzählers, diese tiefere Bedeutung zu vermitteln, und die Fähigkeit des Publikums, eine tiefere Bedeutung in einem ASL-Text abzuleiten, erfordert ein hohes Maß an sprachlichen Fertigkeiten aller Beteiligten.:152
Mit dem Begriff der Alphabetisierung geht die Idee des „Textes“ einher, der historisch verwendet wurde, um Sprache in ihrer geschriebenen Form zu bezeichnen. ASL und andere Gebärdensprachen haben keine schriftliche Form, daher wurde diese Definition von „Text“ erweitert, um jede gesprochene oder gebärdete Sprache einzuschließen, die zum Lesen oder erneuten Ansehen erhalten geblieben ist, wie etwa der Text einer gesprochenen Sprache oder der Videotext einer Gebärdensprache. Jede auf Papier oder Video aufgezeichnete Sprache ermöglicht es ihren Betrachtern, ihren Inhalt und ihre Bedeutung zu analysieren, was selbst ein Akt der Alphabetisierung ist. Die kognitiven Alphabetisierungsfähigkeiten, die ein Sprachbenutzer durch das Lesen und Analysieren eines Textes auf einer geschriebenen Seite entwickeln kann, können auch durch das Ansehen und Analysieren von auf Video aufgezeichneter ASL entwickelt werden. Der verbesserte Zugriff von ASL-Benutzern auf Videoinhalte im Internet führt zu einer Verbesserung ihrer Fähigkeit, ASL-Texte zu analysieren, und damit zu einem Anstieg der ASL-Alphabetisierung.:153–54 Vor der Videoaufzeichnung von Werken in ASL war es nicht üblich, die Werke zu analysieren oder ernsthaft zu studieren. Dies hat sich jedoch mit der zunehmenden Verbreitung aufgezeichneter ASL-Texte geändert.:470
Das Konzept der Multiliteracies kann in der Unterrichtspraxis umgesetzt werden, indem den Schülern nicht-traditionelle Möglichkeiten der Auseinandersetzung mit Unterrichtsmaterialien geboten werden, die auf ihrer Identität und ihren persönlichen Bildungsbedürfnissen basieren.:38  Im Rahmen der Gehörlosenbildung kann Videotechnologie nicht nur zur Verbreitung und Analyse von Werken der ASL-Literatur eingesetzt werden, sondern auch zur Verbesserung der Lese- und Schreibkompetenz im Unterricht, indem den Schülern visuelles Feedback zu ihrer eigenen Arbeit gegeben wird. Indem die Schüler sich ein Video von sich selbst ansehen können, können sie ihre eigene Sprachgewandtheit entwickeln, indem sie sehen, welche ihrer poetischen oder narrativen Werke mehr oder weniger gelungen sind. Dieser Prozess ermöglicht es den Schülern, ihre eigenen kognitiven Fähigkeiten zu entwickeln und tiefergehende literarische Analysen ihrer eigenen Arbeit zu ergründen.

## Merkmale

### Kinematographische Technik
Kinematografische Techniken können in jedem Genre des ASL-Geschichtenerzählens auftauchen. Bernard Bragg war der erste gehörlose Künstler, der die Ähnlichkeiten zwischen der Grammatik von Gebärdensprachen und Filmen bemerkte. Er meint, das Vokabular des Films sei dem der Gebärdensprachen so ähnlich, dass es zu ihrer Beschreibung und Analyse herangezogen werden sollte. Er weist darauf hin, dass Gebärdensprachen nicht linear sind wie gesprochene/geschriebene Sprachen. Vielmehr schneiden sie zwischen verschiedenen Ansichten hin und her – Nahaufnahme, Normalansicht, Totale usw. –, so wie Filme zusammengeschnitten sind. Die Gebärdensprecher übernehmen die Rolle einer Filmkamera, lenken und variieren den Blickwinkel, den das Publikum erhält.:109–10 Das Mittel, mit dem ASL-Künstler die Illusion unterschiedlicher Kamerawinkel erzeugen können, sind die in der Sprache vorherrschenden Klassifikatoren, die verwendet werden, um Bewegung und Handlung, Größe und Form oder Seinszustände von Personen und Objekten visuell darzustellen. Klassifikatoren ermöglichen es den Gebärdenden, ihre Hände, ihren Körper und den Gebärdenraum zu nutzen, um Szenen visuell zu definieren und den Maßstab dessen, was sie beschreiben, aus Entfernungen von mikroskopisch nah bis extrem weit zu verändern.:30
Filme können anhand ihrer eigenen grammatikalischen Struktur analysiert werden. Die Anwendung derselben grammatikalischen Analyse auf ASL-Literaturgenres verleiht der Sprache also mehr Tiefe. Manny Hernandez, ein ASL-Künstler, plädiert dafür, neben traditionellen linguistischen Analysen der ASL-Literatur ein filmisches Lexikon zu entwickeln. Er argumentiert, dass die auf geschriebene/gesprochene Sprachen angewandten Analysen nicht ausreichen, um das zu erfassen, was er die „visuell-räumlich-kinetischen Eigenschaften von Gebärdensprachen“ nennt.:110 Ähnlich wie Bragg weist er darauf hin, dass der Gebärdensprachler das Sichtfeld wie eine Filmkamera steuert und auch die Verfolgung und Schwenkung über Szenen hinweg durchführt. Einzelne Aufnahmen im Film sind in ihrer Länge und ihrem Blickwinkel flexibel und werden durch einen Schnittprozess zusammengefügt. Dasselbe gilt für ASL-Literaturgenres, die zwischen verschiedenen Szenen und Charakteren hin- und herwechseln und Dialog und Handlung miteinander verweben.:111
Klassifikatorgeschichten sind ein Beispiel für ein Genre, das filmische Techniken des ASL-Geschichtenerzählens verwendet. Durch die Verwendung der verschiedenen Arten von Klassifikatoren integrieren sie auf natürliche Weise filmische Techniken, indem sie Objekte und Handlungen in unterschiedlichen Größen zeigen. Während filmische Techniken auf jedes ASL-Genre angewendet werden können, gibt es ein Genre, das speziell diesen Techniken gewidmet ist: die sogenannten Cinematic Stories, bei denen es sich häufig um gebärdete Nachbildungen von Filmszenen handelt.:30 Zwei Stile von Cinematic Stories sind entweder „Live-Action“ oder „Animation“. Manny Hernandez‘ Geschichte „Durassic Park“, die Szenen aus Jurassic Park mithilfe filmischer Techniken darstellt, ist ein Beispiel für den Live-Action-Stil. Der Animationsstil ist von Zeichentrickanimationen beeinflusst und verwendet Klassifikatoren, um Ereignisse wie das Herausspringen der Augen aus dem Kopf zu beschreiben. Dies wird häufig bei Personifizierungstechniken eingesetzt, bei denen Gebärdensprachdolmetscher einen Teil ihres Körpers verwenden, um ein Objekt zum Leben zu erwecken und seine Emotionen zu zeigen.:31

#### Beispiele für filmische Mittel
- Kamerawinkel wie z. B. gerade Aufnahme oder Aufnahme auf Augenhöhe: Die unterschreibende Person blickt nach vorne und unterschreibt, als würde eine Kamera auf Augenhöhe des Unterschreibenden filmen.
- Schnitte wie Rollenwechsel zur Darstellung von Dialogen: Wird normalerweise verwendet, um Unterschiede zwischen den Charakteren in Geschichten darzustellen oder um von Szene zu Szene zu wechseln. Der Gebärdende kann seinen Körper von links nach rechts bewegen, um diesen Wechsel im Dialog darzustellen.
- Weitaufnahmen oder Aufnahmegrößen wie Nahaufnahmen:  Werden verwendet, um Abstände zwischen Objekten oder Charakteren in einer Geschichte festzulegen. Schilder können von der Einrahmung eines ganzen Ortes zu einem bestimmten Ort oder Objekt innerhalb dieses Ortes wechseln.
- Mobiles Framing oder Following Shot: Imitiert die Bewegung von Kameras im Film. Dies hilft dabei, das Tempo festzulegen, mit dem sich Objekte oder Personen in der Geschichte bewegen. Diese Technik kann auch verwendet werden, um bestimmte Szenen in einer Geschichte hervorzuheben, beispielsweise durch die Verwendung von Zeitlupe zur Darstellung einer Handlung.
- Objektivzoom: Ähnlich wie beim Objektivzoom im Film bewegen sich die Hände nach vorne oder vom Publikum weg, um zu zeigen, wie ein Objekt oder eine Person im Hinblick auf die Perspektive der Geschichte größer oder kleiner wird.[17]

### Visual Vernacular
Visual Vernacular (VV, Visuelle Umgangssprache) ist eine von Bernard Bragg entwickelte Form der ASL-Darbietung, die stark auf filmischen Techniken aufbaut. Er wählte den Namen, weil die Umgangssprache des filmischen Geschichtenerzählens verwendet wird.:110 Visual Vernacular ist eine ausdrucksstarke und künstlerische Form des Geschichtenerzählens in Gebärdensprache. Der Geschichtenerzähler verwendet visuelle Techniken wie Rollenwechsel, Mimik und Pantomime, um eine Geschichte auf visuell ausdrucksstarke Weise zu erzählen. Die Verwendung ikonischer Zeichen oder Zeichen, die so aussehen, wie das, was sie darstellen, in Kombination mit Rollenwechsel und anderen Techniken des Visual Vernacular ermöglicht es, Geschichten universell zu verstehen. Selbst wenn die Geschichte von einem Gebärdensprachler erzählt wird, könnte diese Geschichte theoretisch von Zuschauern verstanden werden, die internationale Gebärdensprachen verwenden, und sogar von Hörenden, die keine Gebärdensprache verstehen. Anstatt einfach eine Geschichte zu erzählen, verwendet ein Gebärdenkünstler Visual Vernacular, um durch Rollenwechsel und Pantomimetechniken zur Geschichte zu werden und die Geschichte in den visuellen Raum zu übertragen. Visual Vernacular ist ein wichtiges Werkzeug in der ASL-Literatur, insbesondere in Gedichten, die vor Publikum vorgetragen werden. Visual Vernacular wird verwendet, um die Szene im Gedicht darzustellen und sehr detaillierte visuelle Methoden zu verwenden, um dem Publikum mitzuteilen, was in dem Gedicht passiert. Es ist diese komplexe visuelle Natur der Poesie, die es oft unmöglich macht, sie direkt aus ASL ins Englische zu übersetzen.:154–159

### Personifikation
Bei der Personifizierung in der Gebärdensprache wird das Körperteil des Erzählers verwendet, um ein Objekt in der Geschichte darzustellen. Dadurch wird das Objekt in der Geschichte „lebendig“. Ein sehr häufiges Beispiel für die Personifizierung in Gebärdensprachengeschichten ist die Verwendung des Kopfes des Erzählers, um runde Objekte wie verschiedene Arten von Bällen darzustellen. Während die Geschichte gespielt wird, ist der Kopf des Erzählers der Ball, und der Erzähler kann Emotionen darstellen, die der Ball im Laufe der Geschichte empfinden kann, und so den Ball personifizieren. Dies geschieht häufig im „Animationsstil“ der kinematografischen Technik.:31–2

## Genres

### Poesie
Die 1980er Jahre waren für gehörlose Dichter eine Zeit der Innovation. Zu dieser Zeit begannen Dichter wie Ella Mae Lentz und Clayton Valli, Originalgedichte in ASL zu verfassen, im Gegensatz zu ASL-Übersetzungen englischer Literatur, die die vorangegangene Generation produziert hatte.:61 Parallel dazu bildete sich im selben Jahrzehnt am National Technical Institute for the Deaf (NTID) in Rochester eine ASL-Poesieszene, die bis etwa 1991 bestand, als die Dichter getrennte Wege gingen.:464 Gemäß der Gemeinschaftstradition gehörloser Geschichtenerzähler übten ältere, erfahrenere Dichter Einfluss auf die jüngere Dichtergeneration aus, und alle Dichter tauschten offen Feedback untereinander aus. Im Laufe dieses Prozesses entwickelten sich gehörlose Dichter durch ihr eigenes natürliches Talent und ihren Austausch mit erfahreneren Dichtern weiter.:466–67 Es gab auch einen wichtigen Gedankenaustausch zwischen hörenden Dichtern wie Allen Ginsberg und Jim Cohn sowie gehörlosen Dichtern aus der Gemeinde von Rochester.:467 Einer der bemerkenswertesten Austausche fand statt, als der gehörlose Dichter Patrick Graybill während eines Seminars im Jahr 1984 das Bild einer "hydrogen jukebox" („Wasserstoff-Jukebox“) aus Allen Ginsbergs Gedicht "Howl" nachspielte. Auf die Frage, warum er das Wort „Wasserstoff“ gewählt habe, erklärte Ginsburg, er wolle die apokalyptische Bildsprache der Wasserstoffbombe als Metapher für die Ankunft der Rock’n’Roll-Musik nutzen.:464 Graybills visuelle Darstellung einer „Wasserstoff-Jukebox“ in ASL erweckte das Bild erfolgreich zum Leben, was Ginsberg mit den Worten seiner Beat-Poesie zu erreichen versuchte.:6 Sutton-Spence stellt fest, dass die Energie der Dichter am NTID in den 1980er Jahren der Bildsprache von Ginsberg ähnelte und sie ihre eigene „ASL Poetry Hydrogen Jukebox“ schufen.:464–65
Die Übersetzung von Gebärdensprachlyrik in gesprochene oder geschriebene Sprache ist äußerst schwierig, da es unmöglich ist, die Bewegungen und Gesichtsausdrücke sowie die vom Körper des Dichters erzählte Geschichte in Worte zu fassen. In der Gebärdensprache heißt es oft, dass Poesie durch den Körper des Dichters artikuliert wird und das Gedicht nicht einfach gebärdet, sondern vorgetragen wird. ASL-Dichter haben eine stärkere körperliche Verbindung zu ihrem Werk, da sie ihre Werke durch ihren Körper ausdrücken müssen. Der Dichter-Darsteller ist nie von seinen Schöpfungen getrennt, da er sich immer vor dem Publikum befindet, ob persönlich oder auf Video.:130–31 Heidi M. Rose vergleicht ASL-Dichter mit Performancekünstlern, in dem Sinne, dass beide künstlerische Werke schaffen, die sich durch ihren Körper ausdrücken. Beide Genres sind oft autobiografisch und trennen die Künstler nicht von den Kunstwerken, die sie schaffen. In der Performancekunst haben Künstler und Publikum eine andere Beziehung zueinander als in anderen Kunstformen; Künstler treten auf und entwickeln ihr Selbstbewusstsein und das Publikum bekommt ein tieferes Verständnis für den Künstler.:133–35
Cynthia Peters zieht einen ähnlichen Vergleich zwischen ASL-Poesie und gesprochenen Traditionen der mündlichen Poesie. Gesprochene mündliche Poesie wird nicht einfach nur laut vorgelesen, sondern in einem Gemeinschaftsumfeld erlebt. Das Publikum kommt zusammen, um an einem Gruppenerlebnis teilzunehmen, und mündliche Dichter schaffen Werke, die ihr jeweiliges Publikum ansprechen und mit ihnen durch ihre Körper, Ausdrücke und Requisiten in Verbindung treten.:153 Ähnlich wie die von Rose diskutierten Performance-Kunstgenres ist die mündliche Poesie voller Aspekte, die vom Darsteller eingebracht werden und die nicht schriftlich vermittelt werden können. Jede Wiederholung des Gedichts unterscheidet sich von der letzten Aufführung, und es ist unmöglich, eine maßgebliche Version zu definieren. Da ein mündlicher Dichter außerdem normalerweise ein Mitglied der Gemeinschaft ist, vor der er aufführt, können andere Beobachter, denen das kulturelle Wissen der Gruppe fehlt, Nuancen übersehen, die das Zielpublikum versteht. Peters stellt fest, dass mündliche Poesie in gesprochenen Sprachen immer seltener wird, aber aufgrund der ungeschriebenen Natur der ASL-Poesie und ihrer Tendenz, vor Publikum geschaffen und aufgeführt zu werden, ist sie eine blühende mündliche Kunstform.:154 In Bezug auf ASL-Poesie wirft dies die schwierige Frage der Urheberschaft auf und wie sich ein anderer Interpret zu einem Werk verhält, das ursprünglich vom Körper einer anderen Person aufgeführt wurde. Der Interpret muss jede nuancierte Bewegung des ursprünglichen Autors verstehen und seine eigene Interpretation entwickeln.:136–37 Rose stellt fest, dass ASL-Künstler eine größere künstlerische Autorität über ihre eigenen Werke haben als Künstler anderer Genres, und selbst wenn andere Künstler ASL-Gedichte vortragen, steckt immer noch ein Element des ursprünglichen Autors im Stück.:143
Gebärdensprachlyrik unterscheidet sich erheblich von Lyrik für gesprochene Sprachen, verwendet aber einige parallele Techniken. So ist beispielsweise die Alliteration von Konsonantenlauten in der Lyrik für gesprochene Sprachen oft wichtig, aber eine Form der Alliteration, die Wiederholung von Handformen und anderen Merkmalen, wird auch in der Gebärdenlyrik parallel als künstlerisches Merkmal geschätzt.
Einige bekannte gehörlose Dichter sind Clayton Valli, Ella Mae Lentz und Patrick Graybill, die alle in der Videoreihe Poetry in Motion: Original Works in ASL von 1990 zu sehen sind.:148 In den frühen 1990er Jahren war Clayton Valli der erste, der sich mit ASL-Poesie beschäftigte. Er wollte herausfinden, wie man in ASL-Poesie eine „Zeile“ definiert, genauso wie man es in einer gesprochenen/geschriebenen poetischen Gattung tun würde.:95 Er begann mit dem Studium der phonetischen Merkmale von ASL wie Handform, Bewegung, Handflächenausrichtung und nichtmanuellen Markierungen, um festzustellen, ob ASL-Poesie sich so reimen kann wie gesprochene Sprachen. Da ASL über mehrere phonologische Merkmale verfügt, die gleichzeitig auftreten, können sich ASL-Gebärden auf mehrere Arten gleichzeitig reimen, was bei gesprochenen Sprachen nicht möglich ist. So werden beispielsweise in Vallis Gedicht „Snowflake“ für die Gebärden für LEAVES-FALL und GRASS-WITHER beide Ausdrücke mit zwei Händen in der 5-Hand verwendet, die sich mit gerunzelter Stirn nach unten bewegen, wodurch drei gleichzeitige Reime entstehen.:97 Bauman hat versucht, andere Merkmale zur Definition des Konzepts „Linie“ in ASL-Poesie zu finden, anstatt sich auf phonologische Zeilenumbrüche zu konzentrieren, die die Analyse von ASL-Poesie auf die gleiche Weise wie die von gesprochenen Sprachen beschränken. Er weist darauf hin, dass die visuelle und kinetische Natur von ASL es ermöglicht, „Linie“ hinsichtlich der Bewegungen des Körpers durch den Raum zu analysieren, sodass „Linie“ nicht länger auf eine strikte Richtung von links nach rechts beschränkt ist.:104 Er wendet die Definition von Linie im Oxford English Dictionary, „eine Richtung und ein Verlauf einer Bewegung“, direkt darauf an, wie man die visuelle Linie in ASL-Poesie analysieren könnte.:106 Seine Analysemethode untersucht, wie kinematografische Techniken und visuelle Umgangssprache in die Struktur der ASL-Lyrik eingewoben sind, und verzichtet auf phonologische Analysemethoden, um zu definieren, wie gehörlose Künstler ihren Gebärdenraum organisieren.:110

### Folklore
Ben Bahan definiert Folklore (Volksmärchen) in ASL-Literatur als Geschichten, die seit langem in der Gemeinschaft existieren, ohne dass ihr Ursprung bekannt ist. Folklore hilft dabei, eine gemeinsame literarische Grundlage zu schaffen, die gehörlose Menschen vereint.
Susan Rutherford und Simon Carmel sind die bekanntesten Forscher der ASL-Folklore. Sie dokumentieren Geschichten, in denen Mitglieder der Gehörlosengemeinschaft trotz Hindernissen, die sie daran hindern würden, miteinander in Kontakt treten.

### Erzählungen persönlicher Erfahrungen
Persönliche Erlebnisse machen einen großen Teil der Geschichten aus, die von der Gehörlosengemeinschaft erzählt werden. Diese persönlichen Erlebnisse werden oft erzählt, um ein Gefühl einer gemeinsamen Erfahrung zwischen den einzelnen Personen zu erzeugen und die individuelle Erfahrung des Erzählers hervorzuheben. Erzählungen persönlicher Erlebnisse ermöglichen auch die Kombination mehrerer Geschichten, was die Mitglieder der Gehörlosengemeinschaft noch stärker miteinander verbindet.

### Percussion Signing
Percussion Signing ist eine Art Gebärdensprache, bei der zu einem bestimmten Takt mitgesungen wird, ähnlich wie bei einem Lied in gesprochener Sprache. Trommeln sind ein allgemein bekanntes Schlaginstrument. Der Name Percussion Signing kommt daher, dass diese Art des Gebärdens dem Takt einer Trommel in einem Lied ähnelt. Percussion Signing-Lieder werden oft wie Sprechgesänge oder Jubelrufe vorgetragen und sind in Gruppenkonstellationen üblich. Ein allgemein bekanntes Beispiel für Percussion Signing ist beispielsweise der „Bison Song“, auch bekannt als das Kampflied der Gallaudet University. Diese Art des Gebärdens hat ein einzigartiges und musikalisches Flair.

### Handform-Geschichten
ABC-Stories (ABC-Geschichten) vermischen das alphabetische phonetische System der englischen Sprache mit den phonologischen Aspekten der ASL. Die Struktur der Geschichte wird durch die Strukturierung um das Alphabet herum festgelegt, um zu bestimmen, welche ASL-Handformen in der Geschichte verwendet werden sollen, und die Geschichte selbst wird in ASL vorgetragen.:37 ABC-Geschichten werden immer in alphabetischer Reihenfolge vorgetragen, wobei jede nachfolgende Handform der Buchstabenfolge des Alphabets folgt.:37 Beispielsweise kann die Handform „A“ jemanden darstellen, der an eine Tür klopft, „B“ eine sich öffnende Tür und „C“ jemanden, der im Zimmer herumsucht.:41 Unter bestimmten Umständen sind die Handformen „N“, „H“, „U“ und „V“ austauschbar, da sie alle mit einer zweifingrigen Handform gebildet werden. Dasselbe gilt für die Handformen „M“ und „W“, die mit einer dreifingrigen Handform gebildet werden.:47 Ebenso sind die Handformen „K“ und „P“ gleich, und dasselbe gilt für die Handformen „U“, „H“ und „N“, wenn auch mit unterschiedlicher Handflächenausrichtung. ABC-Geschichten ermöglichen es den Gebärdenden, sich hauptsächlich auf die Handform dieser Buchstaben zu konzentrieren, sodass sie sich beim Erzählen der Geschichte keine Gedanken über die Handflächenausrichtung machen müssen.:40 Ben Bahan stellt fest, dass es mehrere gemeinsame Themen in ABC-Geschichten gibt,:40 aber Susan Rutherford bemerkte, dass der Inhalt von ABC-Geschichten nicht ihr Hauptaugenmerk ist; vielmehr ist die Darbietungsfertigkeit des Gebärdenden der wichtigste Aspekt.:53 Das Genre wird gehörlosen Kindern normalerweise als junge Heranwachsende von älteren Gleichaltrigen oder Familienmitgliedern vorgestellt.:62
Number stories (Zahlengeschichten) ähneln ABC-Geschichten, da sie in numerischer Reihenfolge erzählt werden müssen, d. h. zuerst die Handform „1“, dann die Handform „2“ usw. Sie müssen so konstruiert werden, dass die Handformen der Zahlen nacheinander verwendet werden, um eine Geschichte zu erzählen.:41 Diese Geschichten sind ein wenig flexibler, da ihre Länge davon abhängt, wie hoch der Erzähler zählen möchte.
Plays on fingerspelled words (Spiele mit fingerbuchstabierten Wörtern) konstruieren eine Geschichte aus den Handformen, die die englischen Buchstaben eines gewählten Wortes darstellen, wobei der Buchstabenfolge der Reihe nach gefolgt wird.:41 Jeder der Buchstaben wird normalerweise verwendet, um ein charakteristisches Merkmal des gewählten Wortes zu veranschaulichen, indem die Handformen mit ASL-Gebärden und -Gesten vermischt werden.:74–6 Susan Rutherford weist darauf hin, dass im Gegensatz zu ABC Stories der Inhalt von fingerbuchstabierten Wortgeschichten eine tiefere Bedeutung hat.:81 Eine Variante dieses Genres verwendet die Buchstaben eines Wortes oder einer Phrase, um das Wort visuell darzustellen, anstatt Aspekte von ASL-Gebärden zu verwenden. Zum Beispiel wird die Phrase FALLING LEAF in dem Theaterstück My Third Eye von hohen zu niedrigen Stellen im Gebärdenraum gebärdet und jeder Buchstabe dreht und wendet sich, um ein zu Boden fallendes Blatt darzustellen.:81–2
Stories with handshape type constraints (Geschichten mit Handformtypbeschränkungen) haben eine begrenztere Anzahl von Handformen. Der Geschichtenerzähler wählt aus, welche Handformen in die Geschichte aufgenommen werden, und darf nur diese Handformen verwenden. Die Geschichte muss der ursprünglichen Absicht folgen, welche Handformen aufgenommen werden, und darf nur bei Bedarf und in angemessenem Rahmen davon abweichen. Innerhalb dieser Beschränkungen muss eine zusammenhängende Geschichte entstehen.:42

### Übersetzte Werke und Originalliteratur
In übersetzten Werken werden häufig bekannte Geschichten aus der Printliteratur in die amerikanische Gebärdensprache übertragen. Dabei werden ihnen unbewusst Eigenschaften gehörloser Personen zugeschrieben oder die Protagonisten werden absichtlich als gehörlos und die Antagonisten als hörend dargestellt.
Mit der Entwicklung der Videoaufzeichnungstechnologie ist es möglich geworden, ASL-Originalliteratur leichter aufzuführen und zu bewahren als in der Vergangenheit. ASL-Literatur kann in Form von Kurzgeschichten, Romanen oder Novellen erscheinen.
Eine vollständige Übersetzung der Neuen-Welt-Übersetzung in ASL wurde von den Zeugen Jehovas erstellt. Sie kann online angesehen und als Satz von M4V-Dateien heruntergeladen werden. Sie ist auch in der JW Sign Language-Anwendung in App-Stores verfügbar.

## Theatergruppen und Aufführungen

### National Theatre of the Deaf
Das National Theatre of the Deaf (NTD) wurde 1967 gegründet. Vor dem NTD bestand das Gehörlosentheater aus drei kleinen Laientheatergruppen und lokalen Gehörlosenclubs, in denen Einzelpersonen Pantomimen aufführen, Gedichte vorlesen oder untertitelte Filme zeigen konnten. Der Welt der Gehörlosen fehlte eine Plattform, auf der sie sich ausdrücken und auftreten konnten. Die Idee für das NTD kam von der Broadway-Produktion von The Miracle Worker, der Geschichte der blinden und tauben Helen Keller. Inspiriert durch die Gebärdensprache auf der Bühne tat sich die Schauspielerin Anne Bancroft, die in der Produktion von The Miracle Worker Anne Sullivan spielte, mit der Psychologin Edna Simon Levine zusammen, um das Gehörlosentheater auf die Bühne zu bringen.
Das Leitbild des National Theatre for the Deaf lautet: „Theaterstücke von höchster Qualität zu präsentieren, in dem einzigartigen Stil, den wir durch die Verbindung von amerikanischer Gebärdensprache und gesprochenem Wort geschaffen haben.“ Das NTD ist eine Organisation, in der gehörlose, schwerhörige und sogar hörende Schauspieler, Schauspielerinnen und Dramatiker auftreten und trainieren können. Das National Theatre for the Deaf wurde zu einem „Katalysator für den Wandel“, der den Wert und das Talent gehörloser Menschen und Künstler unter Beweis stellte und gleichzeitig die Schönheit der Gebärdensprache auf der Bühne zur Schau stellte. Viele der NTD-Produktionen werden gleichzeitig gesprochen und gebärdet, was gehörlosen Schauspielern ermöglicht, in ihrer natürlichen Kommunikationsweise aufzutreten und gleichzeitig hörende Zuschauer dazu ermutigt, diese Art von Theater zu erleben.:107–108

### Deaf West Theatre
Das Deaf West Theatre wurde 1991 gegründet. Es befindet sich in Los Angeles, Kalifornien, und wurde dort auch gegründet. Das Deaf West Theatre bringt dem Publikum die Kultur der Gehörlosen und die Gebärdensprache durch künstlerische Mittel näher. Ziel ist es, die Welt der Gehörlosen und die Welt der Hörenden durch eine Leidenschaft für die Theaterkunst zu verbinden. Da das Deaf West Theatre in Los Angeles ansässig ist, bietet es speziell gehörlosen und schwerhörigen Menschen in der Gegend die Möglichkeit, professionelles Theater zu erleben und daran teilzunehmen, was sonst nicht möglich wäre.

### New York Deaf Theatre
Das New York Deaf Theatre (New Yorker Gehörlosentheater) wurde 1979 gegründet. Gehörlose Schauspieler aus dem Raum New York City wollten die Möglichkeit haben, in amerikanischer Gebärdensprache aufzutreten, was damals in ganz New York City nicht möglich war. Die Gruppe schloss sich zusammen und gründete das New York Deaf Theatre, das heute die am längsten bestehende gehörlose Theatergruppe in New York City ist.

## Gemeinsame Themen
Themen, die in ASL-Literaturgenres häufig vorkommen, spiegeln typischerweise die gemeinsamen Lebenserfahrungen der amerikanischen Gehörlosengemeinschaft wider. Todd Czubek und Janey Greenwald schlagen vor, dass der Leser eines ASL-Textes diese Themen erkennen und die Erfahrungen der Gehörlosengemeinschaft verstehen kann, wenn er eine sogenannte „Gehörlosenlinse“ zur Analyse von Literatur verwendet.:442 Gehörlose Menschen werden häufig von hörenden Eltern geboren und kommen daher in ihrem häuslichen Umfeld nicht mit der Gehörlosengemeinschaft und -kultur in Berührung. Dies führt dazu, dass sich viele Gehörlose nicht darüber im Klaren sind, dass sie einer Minderheitskultur angehören, es sei denn, sie besuchen ein Wohnheim für Gehörlose, wo sie beginnen, ein Selbstbewusstsein zu entwickeln und die Bräuche und Werte der Gehörlosengemeinschaft kennenzulernen.:443–44 Lehrer und ältere Schüler erzählen den jüngeren oder neueren Schülern Geschichten, um ihnen dabei zu helfen, ihre Gehörlosenidentität zu entwickeln.:446 Diese Erfahrung wird durch ein häufiges Thema in der ASL-Literatur widergespiegelt: das „Nachhausekommen“.:228–29 In diesen Räumen finden Gehörlose andere wie sich selbst und gründen eine Familie fern von zu Hause, in der sie sich zugehörig fühlen. Einige Werke der ASL-Literatur betonen daher die Bedeutung der Schaffung eines solchen Zuhauses fern von zu Hause.:234–35
Ein Beispiel, das das Thema der Heimkehr darstellt, ist Clayton Vallis Gedicht „Cocoon Child“, in dem ein Kind zunächst ziellos umherirrt, dann die Augen schließt und seinen Körper verschließt, indem es sich zusammenrollt und die Fäuste ballt, um darzustellen, wie die Gehörlosengemeinschaft von der Welt abgeschnitten ist, und dann von anderen angesprochen wird, die dem Kind helfen, seinen „Kokon“ zu verlassen und sich zu verwandeln, indem es sich in die Welt entfaltet, was darstellt, dass es nun ein Selbstbewusstsein gewonnen hat.:231–32  Ein weiteres Beispiel ist Debbie Rennies Gedicht „Black Hole: Colors ASL“. Es zeigt eine Person, die eine Leiter hinaufsteigt, in Ungewissheit darüber, was sie zurücklassen wird. Während die Person weiterklettert, findet sie Farbdosen, in die sie ihre Hände taucht, was ihre Entdeckung und Verwendung von ASL darstellt. Eine andere Person schüttelt den Fuß der Leiter, wodurch sie die Farbe verschüttet und ein Erdloch erzeugt, in das die Leiter zu fallen beginnt. In diesem Moment wird der Person bewusst, dass sie nicht mehr in der Mainstream-Kultur leben möchte, und sie versucht mit allen Mitteln, in die neue Sprache und Kultur einzutauchen.:232–33
Eine weitere Wiederholung dieses Themas findet sich in dem Gedicht „To A Hearing Mother“ von Ella Mae Lentz. Dieses Werk übernimmt die schwierige Aufgabe, der Mutter eines gehörlosen Kindes zu vermitteln, warum seine andere, ebenso wichtige Familie und sein Zuhause in der Gehörlosengemeinschaft sein werden.
Ein weiteres häufiges Thema in der Literatur und Kultur der Gehörlosen ist die Idee, dass die Gemeinschaft „ins Licht kommt“, was mit der Nähe zusammenhängt, die die Mitglieder der Gehörlosengemeinschaft aufgrund eines gemeinsamen Kommunikationsmittels empfinden, wenn sie zusammen sind.:48 Eine Produktion des National Theatre of the Deaf, My Third Eye, spielt mit dem Thema Licht. In einer Szene geht die Sonne über dem Wasser auf, nachdem ein Hubschrauber eine Person aus einem heftigen Sturm auf See gerettet hat. Dies wird dadurch dargestellt, dass gehörlose Darsteller ihre Hände benutzen, um strahlende Sonnenstrahlen darzustellen. Das Zusammenkommen der Gehörlosengemeinschaft schafft Hoffnung und damit Licht.:49 Ein weiteres häufiges Thema der ASL-Literatur, das in My Third Eye angesprochen wird, ist der „Zwei-Welten-Zustand“, der sich mit der Position der gehörlosen Minderheitskultur innerhalb der hörenden Mehrheitskultur der Gesellschaft befasst.:74 Einer der Charaktere erzählt von seiner Ankunft in einem Wohnheim für Gehörlose, einer unbekannten Umgebung, und wie er zum ersten Mal von seiner Mutter dort zurückgelassen wurde. Mit der Zeit beginnt er zu erkennen, dass die Menschen der Mehrheitskultur eine andere Sicht auf die Realität und eine andere Lebensweise haben als die Minderheitskultur innerhalb des Instituts.:75
Eine andere traditionelle Geschichte, die in der Gehörlosengemeinschaft häufig erzählt wird, heißt Eyeth und kehrt diesen Zwei-Welten-Zustand um,:230  sodass die Gehörlosenkultur die Mehrheit und die Hörenden die Minderheit bildet. In der von Sam Supalla nacherzählten Version möchte ein gehörloser Junge übers Wochenende nicht zu seiner hörenden Familie nach Hause fahren. Ein Lehrer erzählt ihm von einem Planeten namens Eyeth, auf dem alle durch Gebärdensprache kommunizieren. Als der Junge erwachsen wird, zieht er nach Eyeth und wird gehörloser Lehrer für hörende Kinder. Eines Tages ist eine Schülerin verärgert, weil sie übers Wochenende nicht zu ihrer gehörlosen Familie nach Hause fahren möchte. Also tröstet er sie, indem er ihr vom Planeten Erde erzählt, auf dem die meisten Menschen hören und sprechend kommunizieren können. Die Geschichte spielt sowohl mit der Bedeutung der Identifikation mit einer gemeinsamen Kultur als auch mit den Wortspielen „ear-th“ und „eye-th“ für den Planeten der Mehrheit der hörenden bzw. der Mehrheit der gebärdenden Kinder.:11 Diese traditionelle Geschichte wird auch in einem von Aaron Kelestone am NTID geschriebenen Theaterstück mit dem Titel TALES from the Deaf Side erzählt.
Eine traditionelle Geschichte, die die Bedeutung einer gemeinsamen Gehörlosenidentität betont, handelt von zwei Soldaten des Bürgerkriegs, einem aus dem Norden und einem aus dem Süden, die beide gehörlos waren. Als sie aufeinandertrafen, richteten sie ihre Waffen aufeinander, doch als sie merkten, dass sie beide gehörlos waren, legten sie ihre Waffen nieder und begannen zu plaudern.:117 Diese Geschichte ist ein eindrucksvoller Beweis dafür, dass die gemeinsame Gehörlosenidentität der Männer alle anderen Verbindungen oder Allianzen, die sie mit der Außenwelt geknüpft hatten, übertraf.:90; 118 Die beiden gehörlosen Charaktere sehen nicht nur ein Spiegelbild ihrer selbst in dem anderen gehörlosen Charakter, sondern sie unterstützen sich auch gegenseitig auf eine Art und Weise, die in Minderheitskulturen üblich ist.:120
Ben Bahans Geschichte „Bird of a Different Feather“ ist eine Allegorie auf die Unterdrückung, der manche gehörlose Kinder ausgesetzt sind, wenn sie in hörende Familien hineingeboren werden:12 und verwendet auch das Bild der Abwesenheit von Licht.:49  In der Geschichte wird ein Vogel mit geradem Schnabel in eine Adlerfamilie hineingeboren. Während der ganzen Geschichte versucht die Adlerfamilie, den Vogel mit dem geraden Schnabel so zu formen, dass er dazu passt, und schafft so eine Allegorie über die Erfahrungen gehörloser Kinder, die in hörende Familien hineingeboren werden, die versuchen, sie der Kultur der Hörenden anzupassen.:33 Die Adlereltern schicken den Vogel mit dem geraden Schnabel in eine Schule, wo er lernen soll, sich wie ein Adler zu benehmen, zum Beispiel Jagdfähigkeiten zu entwickeln, trotz der Unterschiede in seinen körperlichen Merkmalen. Sie ermutigen ihn sogar, sich einer Operation zu unterziehen, um seinen Schnabel in eine gekrümmte Form zu bringen, die eher dem eines Adlers ähnelt.:175 Das Ergebnis ist, dass der Vogel mit dem geraden Schnabel das Gefühl hat, nicht in eine einzelne Vogelart zu passen, und allein in den Sonnenuntergang fliegt.:49  Zusätzlich zu dem Spiel mit Bildern des „Mangels an Licht“ verwendet Bahan eine Tierfabel, in der Tiere vermenschlicht werden, um einen Punkt zu verdeutlichen, der in der Literatur von Minderheiten üblich ist. Die Allegorie bezieht sich auf die Erfahrung vieler Gehörloser, deren Eltern glauben, dass ihre Gehörlosigkeit geheilt werden muss, obwohl viele Mitglieder der Gehörlosengemeinschaft anderer Meinung sind.:175–76
Sam Supallas For a Decent Living betont die Bedeutung der Gemeinschaft, indem es die Schwierigkeiten eines gehörlosen Mannes nachzeichnet, der versucht, seinen Lebensunterhalt zu verdienen. Sein Triumph am Ende der Geschichte steht für den Triumph der Gehörlosengemeinschaft.:33 Zu Beginn der Geschichte verlässt der Mann sein Zuhause und trifft einen älteren Gehörlosen, der ihm von einem örtlichen Gehörlosenclub erzählt und ihn in die Gemeinschaft einlädt. Nachdem die Gemeinschaft ihn als Mitglied der Gruppe akzeptiert hat, erzählen sie ihm von einer örtlichen Fabrik, in der er Arbeit finden kann. Entgegen aller Erwartungen wird der Mann eingestellt und beeindruckt den Manager, was dazu führt, dass andere Mitglieder der Gehörlosengemeinschaft von der Fabrik eingestellt werden.:176